# Prowincja zakonna
Prowincja zakonna – jednostka administracji zakonnej, obejmująca domy zakonne na określonym terenie. Na jej czele stoi prowincjał zakonny, będący przełożonym wyższym.
Zgodnie z kan. 621 KPK jest to połączenie wielu domów zakonnych pod kierownictwem jednego przełożonego, stanowiące bezpośrednią część tego instytutu. Jest typowa dla zakonów o strukturze hierarchicznej i wymaga kanonicznego erygowania. Z reguły przyjmuje się dla prowincji kryteria terytorialne, czasem jednak mogą być one personalne, np. oparte na narodowości. Oprócz prowincji, możliwe jest tworzenie innych jednostek analogicznych.
Prowincja jest osobą prawną do której odnoszą się kan. 113-123. Do jej powstania wymaga się spełnienia podstawowych warunków samodzielności a więc: minimum trzech domów zakonnych, posiadania własnych środków utrzymania, zdolności organizacyjnej, możliwości zorganizowania formacji, wystarczającej liczby członków i innych warunków określonych prawem własnym instytutu zakonnego. Do powstania prowincji wymagana jest kanoniczna erekcja (akt ustanowienia).